# ۹۹۵ (قمری)
۹۹۵ (قمری)، نهصد و نود و پنجمین سال در گاهشماری هجری قمری است. اول محرم این سال برابر با دوازدهم دسامبر سال ۱۵۸۶ میلادی است.

## وابسته
- شیخ بهایی